# Carl Bailey
Carl Bailey (Birmingham, 23 aprile 1958) è un ex cestista statunitense, professionista nella NBA.

## Carriera
Venne selezionato dai Seattle SuperSonics al terzo giro del Draft NBA 1980 (66ª scelta assoluta).

## Palmarès
- All-CBA Second Team (1981)